# Saccharum coarctatum
Saccharum coarctatum là một loài thực vật có hoa trong họ Hòa thảo. Loài này được (Fernald) R.D.Webster miêu tả khoa học đầu tiên năm 1995.